# Curtis Pitts
Curtis Pitts (9 de dezembro de 1915 – 10 de junho, 2005) de Stillmore, Geórgia, foi um designer americano de uma série de aeronaves biplanas acrobáticas, conhecidas como Pitts Special.

## Carreira
Pitts projetou e construiu pela primeira vez a aeronave Pitts Special S-1 em 1945, a qual foi feita especificamente para acrobacias aéreas.
Ele também projetou o Pitts Samson, construído em 1948 para o piloto acrobático Jess Bristow. O Samson foi destruído em uma colisão em voo por volta de 1950.
Curtis cresceu em Americus, Geórgia, e o seu primeiro avião era um Waco F.
O Museu do Ar e do Espaço, do Instituto Smithsoniano, em Washington, DC, chamou a aeronave que Pitts criou em 1943 de "revolucionária por causa de seu pequeno tamanho, peso leve, curta envergadura e extrema agilidade".
Curtis Pitts morreu em sua casa devido complicações na substituição de uma válvula cardíaca, em Homestead, Flórida, em 10 de junho de 2005.